# 百源站
百源站（韓語：백원역）是朝鮮民主主義人民共和國平安南道成川郡百源里的一個鐵路車站，属于平德线。

## 邻近车站
平德线
江东站 - 百源站 - 成川站